# Luca Vuerich
Luca Vuerich (Gemona del Friuli, 11 dicembre 1975 – Udine, 22 gennaio 2010) è stato un alpinista e fotografo italiano.

## Biografia
Inizia con lo sci a livello agonistico fino ai 17 anni, poi si occupa di arrampicata su ghiaccio, alpinismo, scialpinismo e lavora come guida e nel soccorso alpino.
Sulle alpi effettua circa 600 salite con 30 vie nuove sulle Alpi giulie. In Himalaya scala cinque Ottomila: il Broad Peak, Gasherbrum I e Gasherbrum II, Lhotse e Manaslu., spesso compagno di cordata di Nives Meroi e Romano Benet, conosciuti prima delle esperienze himalayane.
All'età di 34 anni viene travolto da una valanga nei pressi di Kranjska Gora e giunge in fin di vita all'ospedale di Udine dove muore.
A Vuerich è stato intitolato un bivacco alpino, il Bivacco Luca Vuerich, che si trova a 2500 metri di quota sul Foronon del Buinz.

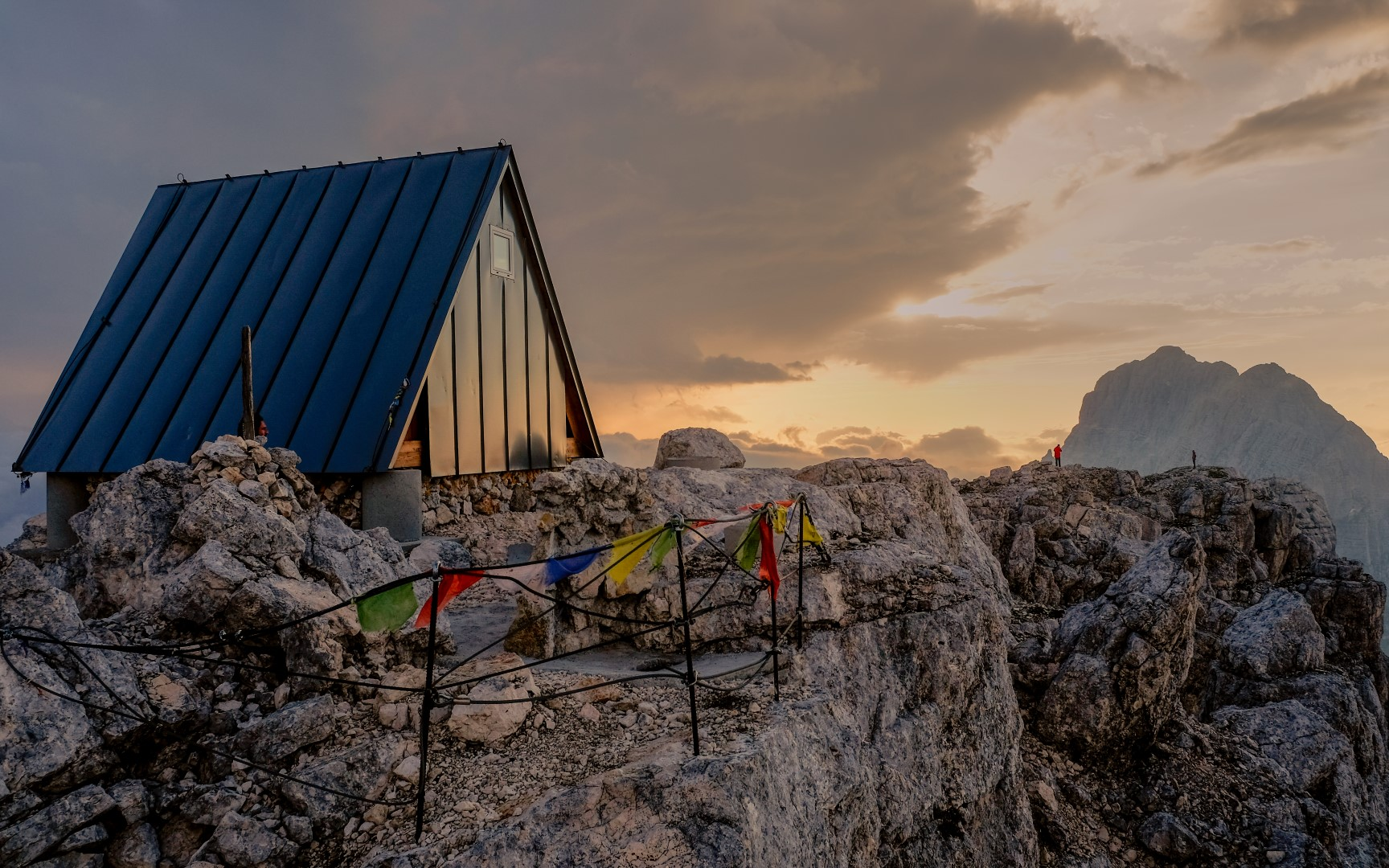
Il Bivacco Luca Vuerich

## Carriera alpinistica
- 1998 - spedizione al Nanga Parbat (8125 m) via Kinshofer
- 1999 - spedizione al Shisha Pangma (8013 m)
- 1999 - spedizione al Cho Oyu (8201 m)
- 2000 - spedizione al Gasherbrum II (8035 m) versante nord - inviolato - raggiunta quota 6.500 m e salite 4 cime limitrofe inviolate di 6.000/6.500 m
- 2001 - spedizione al Mazeno Peak (7150 m)
- 2003 - Gasherbrum I (8068 m), Gasherbrum II (8035 m) e Broad Peak (8047 m), salita alla vetta, assieme a Nives Meroi e a Romano Benet.
- 2004 - Lhotse (8501 m), salita alla vetta, assieme a Nives Meroi e a Romano Benet.
- 2005 - Dhaulagiri I (8167 m), tentativo di salita fino a 8100 metri assieme a Nives Meroi e a Romano Benet.
- 2007 - Khan Tengri (7000 m), prima salita italiana in giornata, 22 ore salita e discesa.
- 2008 - Manaslu (8156 m)[2], salita alla vetta, assieme a Nives Meroi e a Romano Benet.